# ناقد ثقافي
ناقد ثقافي هو ناقد لثقافة معينة، . النقد الثقافي له تداخل كبير مع النظرية الاجتماعية والثقافية. وفي حين أن مثل هذا النقد هو ببساطة جزء من الوعي الذاتي للثقافة، فإن المواقف الاجتماعية للنقاد والوسيلة التي يستخدمونها تختلف كثيرًا. يتغير أيضاً الأساس المفاهيمي والسياسي للنقد بمرور الوقت.

## مصطلح
يميل الاستخدام المعاصر إلى تضمين جميع أنواع النقد الموجه إلى الثقافة.
إن مصطلح "النقد الثقافي" نفسه قد ادعى به جاك بارزون: لم يتم الاعتراف بشيء من هذا القبيل أو تأييده عندما بدأنا [أي بارزون وتريلنج] — عن طريق الحدس أكثر من التصميم — في خريف عام 1934. لقد قيل أنه في فترة ما بين الحربين، كانت لغة النقد الأدبي كافية لاحتياجات النقاد الثقافيين؛ ولكن في وقت لاحق خدم بشكل رئيسي الأكاديمية. ركز كتاب "نقاد الثقافة" لآلان تراختنبرغ (1976) على المثقفين الأمريكيين في العشرينيات من القرن العشرين الذين كانوا "غير أكاديميين" (بما في ذلك إتش إل مينكين ولويس مومفورد )، حيث غطت مجموعة النقاد الثقافيين الأمريكيين لعام 1995 بشكل رئيسي شخصيات لاحقة، مثل فو ماتيسين وسوزان سونتاغ.، شارك في المناقشات حول الثقافة الأمريكية باعتبارها وطنية.
في المقابل، فإن عملاً مثل كتاب ريتشارد وولين عام 1995 بعنوان شروط النقد الثقافي: مدرسة فرانكفورت، الوجودية، ما بعد البنيوية (1995) يستخدمه كوصف واسع النطاق.

## الحكماء الفيكتوريون كنقاد
وصل النقاد الثقافيون إلى الساحة في القرن التاسع عشر. يعد ماثيو أرنولد وتوماس كارلايل من الأمثلة الرائدة على الناقد الثقافي في العصر الفيكتوري؛ في أرنولد هناك أيضًا اهتمام بالدين. وكان جون روسكين آخر. بسبب المعادلة التي تم إجراؤها بين قبح المحيط المادي والحياة الفقيرة، يمكن اعتبار الجماليين وغيرهم ضمنياً منخرطين في النقد الثقافي، لكن التعبير الفعلي هو ما يصنع الناقد. في فرنسا، كان تشارلز بودلير ناقداً ثقافياً، كما كان سورين كيركجارد في الدنمارك وفريدريك نيتشه في ألمانيا.
وصل النقاد الثقافيون إلى الساحة في القرن التاسع عشر. يعد ماثيو أرنولد وتوماس كارلايل من الأمثلة الرائدة على الناقد الثقافي في العصر الفيكتوري؛ في أرنولد هناك أيضاً اهتمام بالدين. وكان جون روسكين آخر. بسبب المعادلة التي تم إجراؤها بين قبح المحيط المادي والحياة الفقيرة، يمكن اعتبار الجماليين وغيرهم ضمنيًا منخرطين في النقد الثقافي، لكن التعبير الفعلي هو ما يصنع الناقد. في فرنسا، كان تشارلز بودلير ناقداً ثقافياً، كما كان سورين كيركجارد في الدنمارك وفريدريك نيتشه في ألمانيا.

## القرن العشرين
في القرن العشرين، يمكن اعتبار إيرفينغ بابيت على اليمين، ووالتر بنيامين على اليسار، من كبار النقاد الثقافيين. لقد تغير مجال اللعب كثيرًا، حيث توسعت العلوم الإنسانية لتشمل الدراسات الثقافية بجميع أنواعها، والتي ترتكز على النظرية النقدية. لكن هذا الاتجاه لا يخلو من المنشقين. كتب جيمس سيتون على نطاق واسع دفاعاً عن الأهمية المستمرة للتقليد الإنساني الذي دافع عنه إيرفينغ بابيت وورثته، بينما انتقد هيمنة النظرية النقدية في تدريس الأدب. إمبراطورية النظرية: مختارات من المعارضة تضم مجموعة من المقالات من أساتذة وكتاب ونقاد بارزين في اللغة الإنجليزية توضح عدم موافقتهم على الدور البارز الممنوح للنظرية النقدية في أقسام اللغة الإنجليزية.

## أبرز النقاد المعاصرين
- آلان بلوم[7]
- دانييل كوين[8]
- غي ديبورد
- هنري لويس جيتس جونيور[9]
- مارك كينجويل
- نيل بوستمان
- جيمس سيتون
- فران ليبويتز
- سلافوي جيجيك
- جوردان بيترسون[10]

## روابط خارجية
Joseph Wood Krutch as a Cultural Critic by John Margolis